# Engelbert Eberhard
Engelbert Eberhard OESA (* 23. März 1893 in Rhumspringe; † 20. Oktober 1958 in Würzburg) war ein deutscher Augustiner-Eremit.

## Leben
Franz Gustav Eberhard nahm noch vor dem Abitur bei der Einkleidung den Ordensnamen Engelbert an. Nach dem Abitur am 14. Juli 1914 und dem einjährigen Noviziat im Kloster Münnerstadt legte die einfache Profess am 5. Oktober 1915 ab. Im Augustinerkloster Würzburg studierte er Philosophie und Theologie an der Universität Würzburg. Nach der Priesterweihe in der Kirche zum guten Hirten durch Bischof Ferdinand von Schlör am 1. September 1918 studierte er ab Wintersemester 1918/1919 Philologie an der Universität Würzburg. Von 1953 bis 1958 war er Generalprior seines Ordens.

## Schriften (Auswahl)
- Unruhig ist unser Herz. Würzburg 1921, OCLC 630488345.
- Das Schicksal als poetische Idee bei Homer. Paderborn 1923, OCLC 256855026.
- Maria Goretti. Mord in der Campagna. Würzburg 1950, OCLC 862876429.
- Stern über Tolentino. Nikolaus von Tolentin. Würzburg 1952, OCLC 643815326.
- St. Rita. Mutter, Witwe, Ordensfrau. Würzburg 1970, OCLC 73581799.